# The Ring Thing (film, 2017)
Pour les articles homonymes, voir The Ring Thing.
Pour plus de détails, voir Fiche technique et Distribution.
The Ring Thing est un film américain réalisé, monté et co-écrit par William Sullivan, sorti en 2017.

## Synopsis
Sarah, une réalisatrice de documentaire, commence à interviewer des couples de même sexe pour tenter de surmonter sa peur du divorce.
Kristen, qui est prête à se marier, voit en Sarah une version de sa vie où carrière et passion menacera de séparer les deux femmes.

## Fiche technique
- Titre : The Ring Thing
- Réalisation : William Sullivan
- Scénario : William Sullivan, Derek Dodge
- Photographie :
- Montage : William Sullivan
- Musique : Xander Singh
- Production : Sarah Wharton, Jess Weiss
- Sociétés de production :
- Sociétés de distribution :
- Pays d'origine :  États-Unis
- Langue originale : anglais
- Lieu de tournage :
- Format : couleur
- Genre : Drame, romance saphique
- Durée : 106 minutes (1 h 46)
- Dates de sortie :
  -  États-Unis :
    - 15 juin 2017 au Provincetown International Film Festival
    - 15 juillet 2017 au Outfest à Los Angeles
    - 1er avril 2017

## Distribution
- Sarah Wharton : Sarah Watson
- Nicole Pursell : Kristen Jennings
- Matthew Connolly : Gary
- Cheryl Pickett : Nini
- Peter Jensen : John
- Pat Dwyer : Pat Dwyer
- Stephen Mosher : Stephen Mosher